# Torneo NSFL Tackle Élite 2017
Il Torneo NSFL Tackle Élite 2017 è stato la 13ª edizione del campionato di football americano di prima squadra, organizzato dalla NSFL.

## Squadre partecipanti
| Club                      | Città             | Stadio | Sponsor ufficiale | Risultato nella stagione 2016  |
| ------------------------- | ----------------- | ------ | ----------------- | ------------------------------ |
| Fribourg Cardinals        | Friburgo          |        |                   |                                |
| Geneva Whoppers           | Plan-les-Ouates   |        |                   | Quarto posto NSFL Tackle Élite |
| La Chaux-de-Fonds Hornets | La Chaux-de-Fonds |        |                   |                                |
| Luzern Lions              | Lucerna           |        |                   |                                |
| Monthey Rhinos            | Monthey           |        |                   | Terzo posto NSFL Tackle Élite  |
| Morges Bandits            | Morges            |        |                   | Vicecampioni NSFL Tackle Élite |
| Riviera Saints            | Vevey             |        |                   |                                |
| Yverdon Ducs              | Yverdon-les-Bains |        |                   |                                |

## Stagione regolare

### Calendario

#### 1ª giornata
| Monthey 26 agosto 2017, ore 11:00 CEST | Morges Bandits | 21 – 0 | Riviera Saints |  |

| Monthey 26 agosto 2017, ore 14:00 CEST | Monthey Rhinos | 20 – 6 | Yverdon Ducs |  |

| La Chaux-de-Fonds 27 agosto 2017, ore 11:00 CEST | Geneva Whoppers | 12 – 18 | Fribourg Cardinals |  |

| La Chaux-de-Fonds 27 agosto 2017, ore 14:00 CEST | La Chaux-de-Fonds Hornets | 21 – 0 | Luzern Lions |  |

#### 2ª giornata
| Montreux 3 settembre 2017, ore 11:00 CEST | Yverdon Ducs | 20 – 9 | Fribourg Cardinals |  |

| Montreux 3 settembre 2017, ore 14:00 CEST | Riviera Saints | 65 – 37 | Geneva Whoppers |  |

| Lucerna 3 settembre 2017, ore 14:00 CEST | Luzern Lions | 6 – 18 | Monthey Rhinos |  |

#### 3ª giornata
| Monthey 10 settembre 2017, ore 11:00 CEST | Riviera Saints | 40 – 0 | Fribourg Cardinals |  |

| Monthey 10 settembre 2017, ore 14:00 CEST | Monthey Rhinos | 20 – 21 | Morges Bandits |  |

| La Chaux-de-Fonds 10 settembre 2017, ore 14:00 CEST | La Chaux-de-Fonds Hornets | 20 – 8 | Geneva Whoppers |  |

#### 4ª giornata
| Yverdon-les-Bains 17 settembre 2017, ore 11:00 CEST | Monthey Rhinos | 12 – 6 | La Chaux-de-Fonds Hornets |  |

| Yverdon-les-Bains 17 settembre 2017, ore 14:00 CEST | Yverdon Ducs | 18 – 29 | Morges Bandits |  |

| Friburgo 17 settembre 2017, ore 14:00 CEST | Fribourg Cardinals | 36 – 12 | Luzern Lions |  |

#### 5ª giornata
| Plan-les-Ouates 24 settembre 2017, ore 11:00 CEST | Fribourg Cardinals | 12 – 40 | Morges Bandits |  |

| Plan-les-Ouates 24 settembre 2017, ore 14:00 CEST | Geneva Whoppers | 6 – 35 | Yverdon Ducs |  |

| Montreux 24 settembre 2017, ore 14:00 CEST | Riviera Saints | 50 – 0 | La Chaux-de-Fonds Hornets |  |

#### 6ª giornata
| Plan-les-Ouates 1º ottobre 2017, ore 11:00 CEST | La Chaux-de-Fonds Hornets | 6 – 33 | Yverdon Ducs |  |

| Plan-les-Ouates 1º ottobre 2017, ore 14:00 CEST | Geneva Whoppers | 6 – 25 | Monthey Rhinos |  |

| Morges 1º ottobre 2017, ore 14:00 CEST | Morges Bandits | 36 – 6 | Luzern Lions |  |

#### 7ª giornata
| Friburgo 8 ottobre 2017, ore 11:00 CEST | Yverdon Ducs | 7 – 24 | Riviera Saints |  |

| Friburgo 8 ottobre 2017, ore 14:00 CEST | Fribourg Cardinals | 31 – 14 | La Chaux-de-Fonds Hornets |  |

| Lucerna 8 ottobre 2017, ore 14:00 CEST | Luzern Lions | 14 – 44 | Geneva Whoppers |  |

#### 8ª giornata
| Yverdon-les-Bains 15 ottobre 2017, ore 11:00 CEST | Geneva Whoppers | 6 – 47 | Morges Bandits |  |

| Yverdon-les-Bains 15 ottobre 2017, ore 14:00 CEST | Yverdon Ducs | 35 – 0 | Luzern Lions |  |

| Montreux 15 ottobre 2017, ore 14:00 CEST | Monthey Rhinos | 14 – 45 | Riviera Saints |  |

#### 9ª giornata
| Morges 22 ottobre 2017, ore 11:00 CEST | Fribourg Cardinals | 34 – 12 | Monthey Rhinos |  |

| Morges 22 ottobre 2017, ore 14:00 CEST | Morges Bandits | 23 – 0 | La Chaux-de-Fonds Hornets |  |

| Lucerna 22 ottobre 2017, ore 14:00 CEST | Luzern Lions | 0 – 83 | Riviera Saints |  |

### Classifica
La classifica della regular season è la seguente:
- PCT = percentuale di vittorie, G = partite giocate, V = partite vinte, N = partite pareggiate, P = partite perse, PF = punti fatti, PS = punti subiti
- La qualificazione ai playoff è indicata in verde

| Pos. | Squadra                   | PCT   | G | V | N | P | PF  | PS  |
| ---- | ------------------------- | ----- | - | - | - | - | --- | --- |
| 1    | Morges Bandits            | 1.000 | 7 | 7 | 0 | 0 | 217 | 62  |
| 2    | Riviera Saints            | .857  | 7 | 6 | 0 | 1 | 307 | 79  |
| 3    | Yverdon Ducs              | .571  | 7 | 4 | 0 | 3 | 154 | 97  |
| 4    | Monthey Rhinos            | .571  | 7 | 4 | 0 | 3 | 121 | 124 |
| 5    | Fribourg Cardinals        | .571  | 7 | 4 | 0 | 3 | 140 | 150 |
| 6    | La Chaux-de-Fonds Hornets | .286  | 7 | 2 | 0 | 5 | 67  | 157 |
| 7    | Geneva Whoppers           | .143  | 7 | 1 | 0 | 6 | 119 | 224 |
| 8    | Luzern Lions              | .000  | 7 | 0 | 0 | 7 | 38  | 273 |

## Playoff

### Tabellone
|  | Semifinali         | Semifinali         | Semifinali   |              |                | XIII NSFL Bowl       | XIII NSFL Bowl       | XIII NSFL Bowl       |  |
|  |                    |                    |              |              |                |                      |                      |                      |  |
|  | Morges Bandits     | Morges Bandits     | 15           |              |                |                      |                      |                      |  |
|  | Morges Bandits     | Morges Bandits     | 15           |              |                |                      |                      |                      |  |
|  | Fribourg Cardinals | Fribourg Cardinals | 0            |              |                |                      |                      |                      |  |
|  | Fribourg Cardinals | Fribourg Cardinals | 0            |              | Morges Bandits | Morges Bandits       | 17                   |                      |  |
|  |                    |                    |              |              | Morges Bandits | Morges Bandits       | 17                   |                      |  |
|  |                    |                    | Yverdon Ducs | Yverdon Ducs | 14             |                      |                      |                      |  |
|  | Yverdon Ducs       | Yverdon Ducs       | Yverdon Ducs | Yverdon Ducs | 14             | 6                    |                      |                      |  |
|  | Yverdon Ducs       | Yverdon Ducs       |              |              |                | 6                    |                      |                      |  |
|  | Monthey Rhinos     | Monthey Rhinos     | 0            |              |                | Finale 3º - 4º posto | Finale 3º - 4º posto | Finale 3º - 4º posto |  |
|  | Monthey Rhinos     | Monthey Rhinos     | 0            |              |                |                      |                      |                      |  |
|  |                    |                    |              |              |                |                      |                      |                      |  |
|  |                    |                    |              |              |                | Fribourg Cardinals   | Fribourg Cardinals   | 0                    |  |
|  |                    |                    |              |              |                | Fribourg Cardinals   | Fribourg Cardinals   | 0                    |  |
|  |                    |                    |              |              |                | Monthey Rhinos       | Monthey Rhinos       | 7                    |  |

### Semifinali
| Friburgo 29 ottobre 2017, ore 11:00 CEST | Yverdon Ducs | 6 – 0 | Monthey Rhinos |  |

| Friburgo 29 ottobre 2017, ore 14:00 CEST | Morges Bandits | 33 – 8 | Fribourg Cardinals |  |

### Finale 3º - 4º posto
| Morges 5 novembre 2017, ore 12:00 CEST | Monthey Rhinos | 7 – 0 | Fribourg Cardinals |  |

### XIII NSFL Bowl
| Morges 5 novembre 2017, ore 14:00 CEST | Yverdon Ducs | 14 – 17 | Morges Bandits |  |

## Verdetti
- Morges Bandits Campioni NSFL Tackle Élite 2017